# Matacão

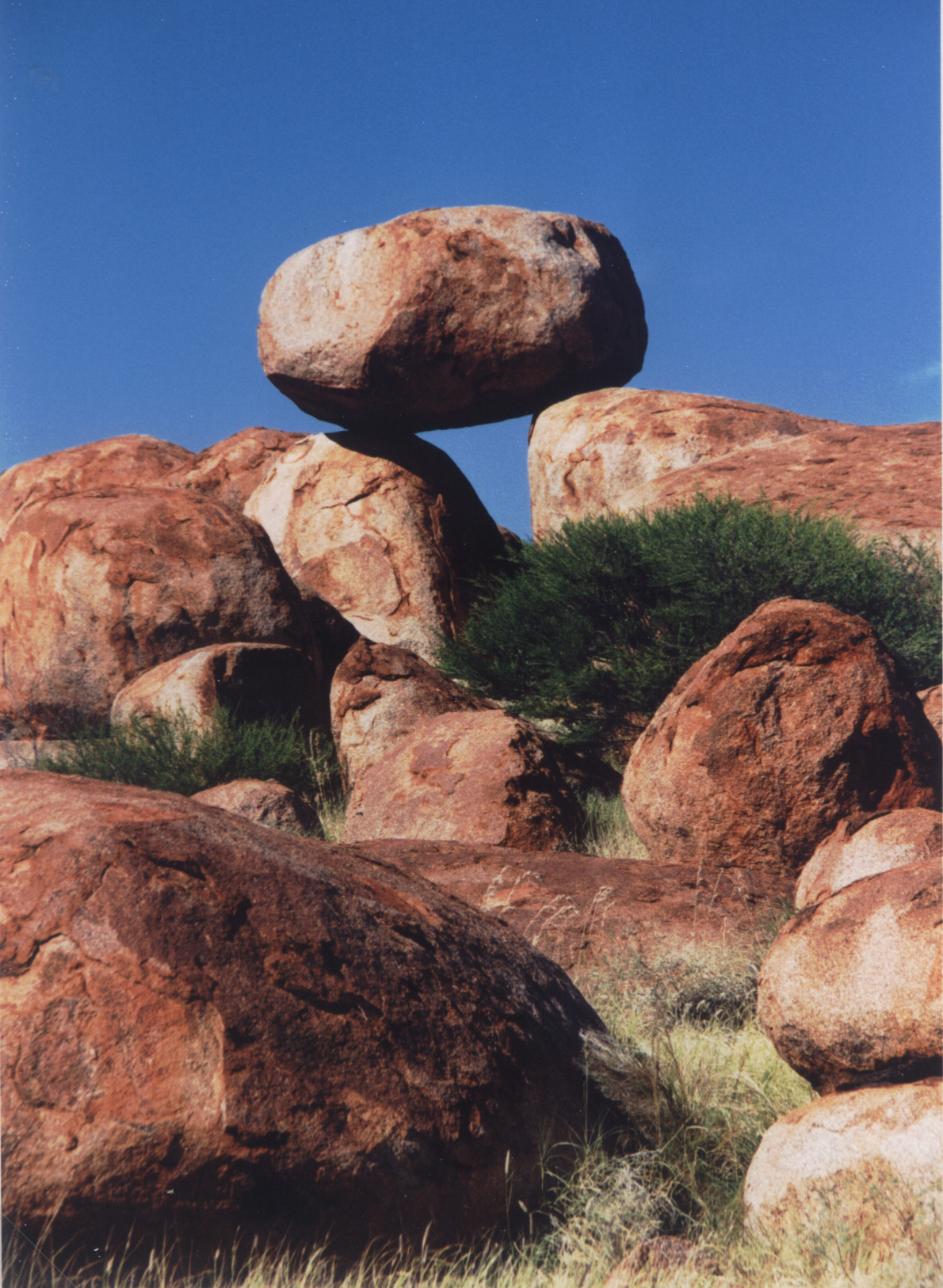
Matacões em Karlu Karlu, Austrália

Em geomorfologia, matacão  ou penedo, chamado popularmente de rochedo, é uma grande massa de rocha saliente em encostas, constituída pelo afloramento de rocha nua. Pode ocorrer ainda no alto de um morro ou ainda nos mares e no leito de rios e lagos. No norte de Portugal, o termo "penedo" designa essencialmente grandes blocos graníticos produzidos por disjunção esferoidal. 
Matacões são grandes blocos arredondado de diâmetro maior que 256 mm, produzidos pelo processo de intemperismo químico, conhecido como esfoliação esferoidal ou pelo desgaste de blocos arrastados por correntes fluviais.
Em geral os matacões formados por erosão fluvial são menores dos que os formados pelo intemperismo químico, além de serem encontrados em ambientes de sedimentação, longe de sua área fonte, ao passo que os matacões formados por esfoliação esferoidal são autóctones, tendo sofrido pouco transporte, estando mais sujeito a ação da gravidade e do rastejamento do solo onde se formou.
As rochas mais prováveis de originarem matacões esféricos são as rochas ígneas (granito, sienito, gabro, basalto, entre outros), por serem isotrópicas em relação ao fraturamento e ao intemperismo.  Intemperismo de rochas metamórficas, principalmente gnaisses bem foliados, produzem em geral blocos e seixos achatados ou elípticos.
Em área de afloramento de granitos, em clima tropical, é comum a existência de muitos matacões aparecendo na superfície do terreno, dando origem à paisagem conhecida na literatura geológica como Mar de Boulders ou Campo de Boulders'.

## Esfoliação esferoidal

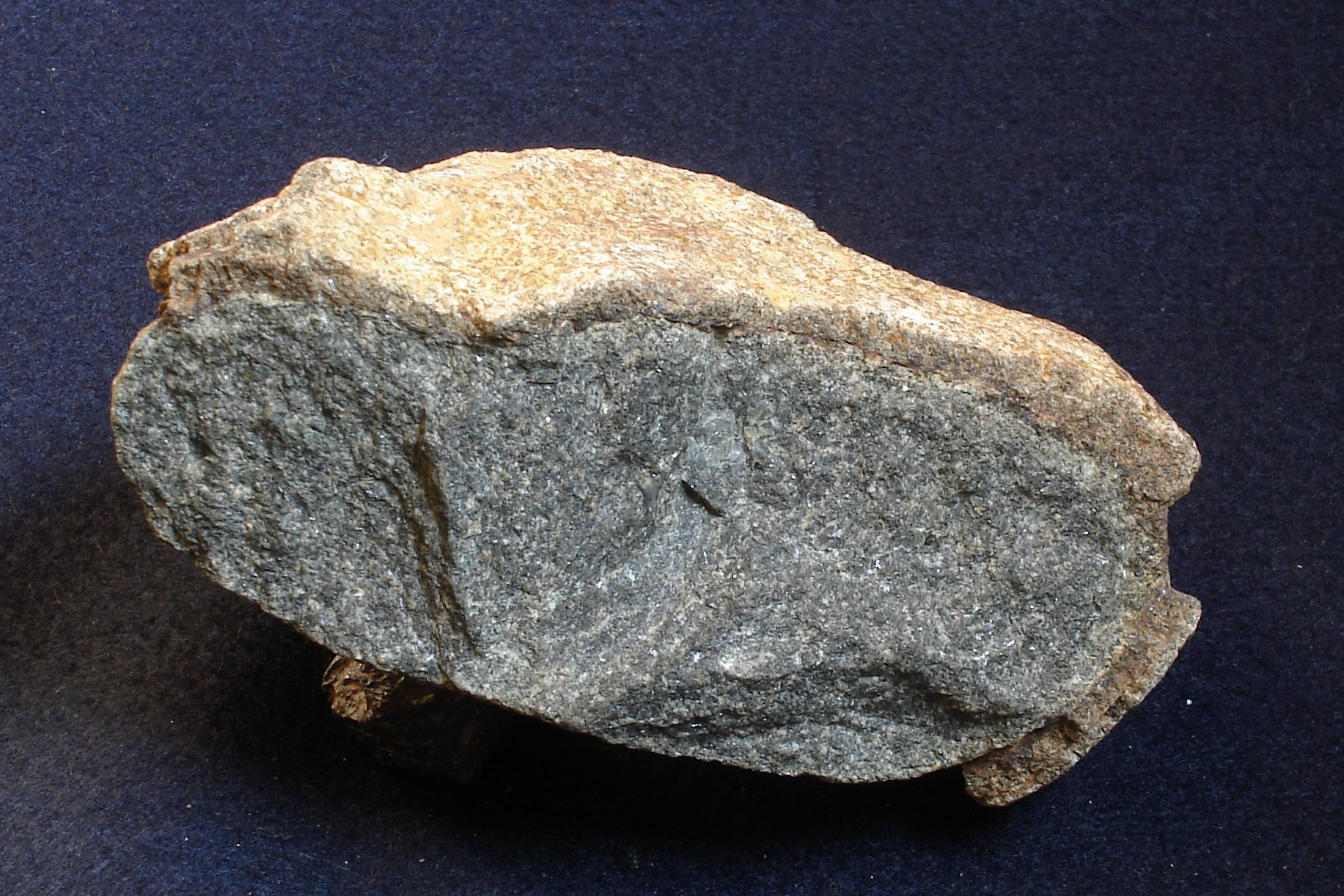
Esfoliação em basalto.

O matacão se forma pelo intemperismo químico atuando ao longo de fraturas das rochas. Este intemperismo é mais ativo nas áreas onde duas ou mais fraturas se encontram, o que paulatinamente leva à produção de núcleos arredondados e não alterados (rocha sã) envoltos por rocha em vários níveis de alteração, que vão se soltando como as partes de uma cebola. Este intemperismo se processa abaixo da superfície do solo, e os matacões são trazidos à superfície pela erosão do terreno. Em clima tropical onde é comum regolitos com até dezenas de metros de espessura, pode-se encontrar blocos de muitas toneladas totalmente imerso no solo.

## Problemas ambientais relacionados
Em área de declividade acentuada, onde é comum o rastejamento do solo, os matacões se movimentam. Em caso de escorregamentos violentos do solo, a existência de matacões acrescenta mais peso e agrava o problema, pois estes serão colocados em movimento com uma grande energia cinética, potencializando o poder destruidor do movimento de massa. Como este blocos podem atingir até 10 metros de diâmetro, os técnicos que trabalham em obras civis precisam estar alertas com a possibilidade de, ao fazer uma sondagem, confundir matacão com o embasamento rochoso. Erros deste tipo poderia levar ao lançamento de uma fundação sobre um bloco instável e sujeito a movimentos. Em obras rodoviárias, a presença de matacões nos taludes artificiais (cortes) impõem medidas adicionais de proteção e escoramento.